# Los edukadores
Los edukadores (en alemán Die fetten Jahre sind vorbei, "Los años de abundancia han pasado") es una película alemana de 2004 escrita y dirigida por el austríaco Hans Weingartner y protagonizada por Daniel Brühl. Fue nominada a la Palma de Oro como mejor película de 2004 en el Festival de Cine de Cannes.
La película narra los eventos sucedidos a tres activistas anticapitalistas (aparentemente anarquistas): Jule (Julia Jentsch), Peter (Stipe Erceg), Jan (Daniel Brühl).

## Argumento
La trama de la película comienza con la historia de dos amigos, los cuales se dedican a entrar en casas ajenas de gente con un alto poder económico con el fin de dejar signos de que alguien entró a su propiedad para hacerlos sentir inseguros. Estos amigos se autodenominan "Edukadores" y se reconocen como críticos al sistema capitalista. 
Un día, la novia de uno de los chicos debe mudarse al departamento que comparten ambos ya que la expulsan del suyo por estar atrasada con los pagos. Mientras su novio realiza unas breves vacaciones en España, Jule (la chica) comienza a compartir más tiempo con Jan, el amigo de su novio. En ese período compartido, ella le explica por qué estaba tan atrasada con los pagos del departamento. Así, le comenta que unos años atrás había chocado el auto de un millonario, el cual la demandó por cien mil euros a pesar de estar en condiciones económicas de solucionar el daño material del choque. Sin embargo, esa decisión la condenó a vivir para pagar la demanda. 
Jan la invita a reflexionar sobre el tema y le termina confesando el hobby que él y su amigo Peter realizan por las noches. Ella, emocionada, le pide de entran en la casa de Hardenberg, el hombre que la demandó, quien se encontraba de vacaciones. Si bien la travesura sale bien, surgen dos problemas: Jule deja su móvil en la casa del hombre y, al mismo tiempo, Peter regresa de España. Al tener todos sus datos en el móvil no les queda más remedio que volver a buscarlo, a espaldas de Peter. 
Ya en la casa, mientras buscan el móvil, Hardenberg retorna y no solo que descubre sino que identifica a Jule, por lo que Jan se ve obligado a dejarlo inconsciente. Desesperados, llaman a Peter y le confiesan lo sucedido, y llegan a la conclusión de que la mejor idea es secuestrarlo y darse tiempo para decidir qué hacer con él. 
Reteniéndolo en una casa en la montaña y tratando de decidirse, llegan a discutir, dialogar e inclusive compartir anécdotas con el gran empresario secuestrado. Así, Hardenberg les comenta que alguna vez también tuvo ideales revolucionarios, pero que mantener su vida personal requirió dejar de lado tales ideales para amoldarse al mundo capitalista. 
Sin embargo, con el paso de los días parece replantearse ciertos detalles, e inclusive llega a confesarle a los tres jóvenes que si volviera a su casa vendería todas sus posesiones y comenzaría una vida humilde.
De esta forma, en un contexto de compresión recíproca, deciden liberarlo y comenzar una nueva vida. Él, por su parte, promete no denunciarlos e inclusive le escribe a Jule una nota en la que cancela su demanda.
Las versiones no-alemanas para cine de la película omiten la escena final (los tres jóvenes van a España después de que Hardenberg  les proporcione su lancha para llevar a cabo el atentado planeado en la isla del Mediterráneo). La razón es que esta escena no estaba terminada cuando la película fue mostrada en el Festival de Cannes. Los derechos de distribución ya habían sido vendidos a 44 países y el director no quiso forzar a los distribuidores locales a adquirir la versión con el nuevo final.